# Stanislav Gazdik
Stanislav Gazdik (* 21. června 1970 Karviná) je bývalý příslušník francouzské cizinecké legie a expert v oblasti bezpečnosti a sebeobrany.

## Život
Stanislav Gazdik se narodil v roce 1970 ve Slezsku ve městě Karviná. Od útlého dětství se věnoval fotbalu, později bojovým sportům jako karate a kickbox. Vystudoval odborné učiliště se zaměřením na ocelové konstrukce. V letech 1989–1991 absolvoval základní vojenskou službu, poddůstojnická škola průzkumného vojska v Prešově a poté v Žatci. Po ukončení ZVS podal žádost o vstup do nově vznikajících útvarů NATO, avšak žádost mu byla zamítnuta. Dále se neúspěšně účastnil výběrového řízení k policii. V roce 1991 opustil tehdejší ČSFR a ve Štrasburku vstoupil do řad cizinecké legie.

## Kariéra
Stanislav Gazdik byl ke konci roku 1991 přičleněn k 2. výsadkovému cizineckému pluku tzv. REP 2 (2ème Régiment éntranger de parachutistes). Později se zde stal velitelem družstva ostrostřelců. Od druhé poloviny devadesátých let byl součástí skupiny Group Commando Parachutistes (Groupement des Commandos Parachutistes), kde dosáhl funkce zástupce velitele. Ke konci profesní kariéry byl na vlastní žádost přidělen k zpravodajské službě cizinecké legie, kde měl na starosti administrativní prověřování nových uchazečů ve spolupráci s organizacemi jako Interpol, Europol a jejich začlenění do struktur legií. Stanislav Gazdik strávil ve francouzské cizinecké legii celkem 15 let. Byl oceněn nejvyšším poddůstojnickým vyznamenáním Médaille militaire.
Během působení v legiích se Stanislav Gazdik seznámil s francouzským bojovým systémem FISFO. Pod vedením učitele Charlese Joussota získal 3. dan resp. titul profesora. Stanislav Gazdik se spolu s Brunem Phelousatem podílel na zavedení systému FISFO do výuky boje zblízka pro elitní skupiny cizinecké legie. Později Stanislav Gazdik založil vlastní obranný systém pod názvem PRO DEFENCE IAODG.

## Bojové mise
Stan Gazdik se zúčastnil následujících bojových misí:
- 11/1991 – 03/1992: Afrika / Djibouti
- 01/1993 – 07/1993: Ex. Jugoslávie / Sarajevo
- 04/1994 – 07/1994: Afrika / Čad N’Djamena
- 04/1996 – 08/1996: Ex. Jugoslávie / Mostar
- 05/1997 – 09/1997: Afrika / RCA Bangui
- 09/1998 – 01/1999: Afrika / Čad N’Djamena
- 06/1999 – 09/1999: Afrika / Congo
- 04/2000 – 08/2000: Kosovo / Mitrovica
- 11/2000 – 02/2001: Afrika / Gabon Libreville
- 09/2002 – 01/2003: Makedonie / Tetovo

## Medaile a ocenění
| Médaille militaire                      | Croix de la Valeur militaire                     | Croix du combattant                                                |
| Médaille d'Outre-Mer                    | Médaille de la Défense nationale, échelon argent | Médaille de Reconnaissance de la Nation (d'Afrique du Nord) ribbon |
| Médaille commémorative Française ribbon | NATO Medal Yugoslavia ribbon bar                 | NATO medal for Kosovo BAR                                          |
| NATO Medal ISAF ribbon bar              | UN_UNPROFOR_Medal_ribbon.svg                     |                                                                    |

- 2014 – Oceněn nejvyšším poddůstojnickým vyznamenáním Médaille militaire
- 2006 – Oceněn certifikátem za vzornou 15letou službu v cizinecké legii
- 1998 – Oceněn Rytířským křížem Řádu medaile Středoafrické republiky za zásluhy
- 1996 – Oceněn křížem za vojenskou chrabrost se stříbrnou hvězdou
- 1996 – Oceněn křížem pro veterány za účast ve válečných konfliktech
- 1994 – Získal prestižní odznak francouzských speciálních výsadkových sil
- 1993 – Oceněn křížem za vojenskou chrabrost se stříbrnou hvězdou

## Vzdělání
- 1984 – 1988 Strojní mechanik s odborným zaměřením pro ocelové konstrukce[6]
- 1996 – 2002 Francouzská vysoká vojenská akademie (École nationale des sous-officiers d'active – BSTAT)[7]
- 2023 – Master of Business Administration (MBA) – Executive Management[8]

## Aktivity po ukončení profesionální kariéry
Po návratu do České republiky založil firmu ODG s.r.o. (Operational Defence Group), kde se začal věnovat školení zejména ozbrojených státních složek jak v ČR tak ve světě. Jeho služby například využívala Celní správa ČR a její skupina operativního nasazení (SON) či Policie ČR. Ve světě jeho služeb užilo Polsko, Francie, Slovensko, USA a mnohé další.
V roce 2010 rozšířil ODG na firmu IAODG s.r.o. (International Association Operational Defence Group) zaměřenou na poskytování služeb v rámci sebeobrany a bezpečnosti. Pevné zázemí IAODG s.r.o. je vybudováno v rámci akademie v Praze. Pobočky se dále nachází na Slovensku, Polsku, Portugalsku, USA a Hongkongu.
Od října 2022 je ředitelem Národního institutu pro obranu a bezpečnost, z.ú.
V roce 2024 působil jako referent v Odboru strategické komunikace na Úřadě vlády. 

## Osobní život
Je podruhé ženatý, má dva syny: Philippe, Oliver.

## Zajímavosti
- V roce 1998 mu bylo uděleno francouzské státní občanství.
- Po 15 letech aktivní služby byl penzionován s doživotní rentou, v ČR veden jako důchodce.
- Mezi svými přáteli a známými má přezdívku "mimozemšťan".[12]
- Má za sebou více než 1370 seskoků padákem.[13]
- V roce 2007 vydal knihu 15 let v legii.[14]
- V roce 2018 se po 12 letech civilního života vrátil jako rezervista operativních záloh 2REP 6CIE
- 2021 Netflix jako Emergency Response Coordinator (film Extraction 2)
- 2022 ředitel Národního institutu pro obranu a bezpečnost[9][chybí lepší zdroj]
- 2024 Zakladatel a ředitel Spolku Legionář[15]
- 2024 Referent analytik státní správy na Úřadu vlády České republiky